# Ararat (provincie)
Ararat (arménsky Արարատ) je provincie v Arménii. Nachází se na jihu země jižně od hlavního města Jerevanu. Na jihu a západě hraničí s Tureckem. Její hlavní město je Artašat, má rozlohu 2 090 km² a v roce 2011 měla 260 367 obyvatel.